# جو ناغبي
جو ناغبي (بالإنجليزية: Joe Nagbe)‏ هو لاعب كرة قدم ليبيري في مركز الوسط، ولد في 2 سبتمبر 1968 في مقاطعة نيمبا في ليبيريا. شارك مع منتخب ليبيريا لكرة القدم. أما مع النوادي، فقد لعب مع باس جيانينا ونادي الجزيرة ونادي بانيونيوس ونادي باوك ونادي لوغانو ونادي موناكو ونادي نيس ويونيون دوالا.

## وصلات خارجية
- جو ناغبي على موقع قاعدة بيانات كرة القدم.إي يو (الإنجليزية)
- جو ناغبي على موقع ناشيونال فوتبول تيمز (الإنجليزية)